# ميروين كي. هارت
ميروين كي. هارت هو محامي وسياسي أمريكي، ولد في 25 يونيو 1881 في أوتيكا في الولايات المتحدة، وتوفي في 30 نوفمبر 1962 في مانهاتن في الولايات المتحدة. نشط حزبياً في الحزب الجمهوري. وقد انتخب عضو جمعية ولاية نيويورك ‏.